# Chuyến đi Canossa

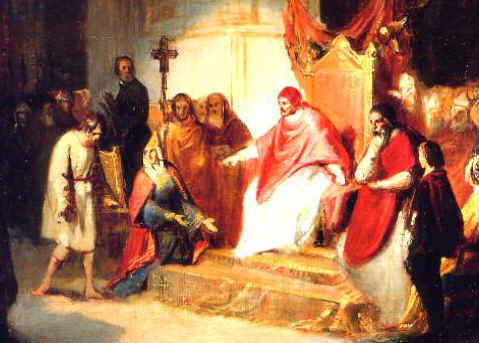
Heinrich IV và Giáo hoàng Grêgôriô VII ở Canossa 1077, mô tả bởi Carlo Emanuelle

Chuyến đi Canossa (tiếng Đức: Gang nach Canossa), đôi khi được gọi là Chịu nhục ở Canossa (tiếng Ý: L'umiliazione di Canossa), đề cập đến chuyến đi sang Ý của Hoàng đế Heinrich IV từ tháng 12 1076 dến tháng 1 1077, khởi hành từ Speyer đến lâu đài Canossa ở Emilia-Romagna. Mục đích chuyến đi là để ngăn chặn Giáo hoàng Grêgôriô VII, lúc đó đang trên đường đến Augsburg, gặp các công tước đối lập để giải quyết tranh chấp giữa hoàng đế và giáo hoàng.
Giáo hoàng lúc đó đang lẩn tránh tại lâu đài Canossa của nữ công tước Matilda của Tuscany trung thành với ông. Heinrich IV hạ mình quỳ gối chờ đợi ba ngày ba đêm trước cổng vào của lâu đài, trong khi một trận bão tuyết hoành hành trong tháng 1 năm 1077, để xin thu hồi lại vạ tuyệt thông đối với ông, ban hành bởi Giáo hoàng. Việc Heinrich IV có thực sự thi hành nghi thức sám hối là một vấn đề gây tranh cãi, vì tất cả những truyền thuyết lịch sử đều được cung cấp từ phía Giáo hoàng.
Ngày nay, tại Đức từ 'Đi Canossa" chỉ việc hối lỗi, hạ mình cầu xin tha thứ.

## Bối cảnh
Chuyến đi Canossa là một cao điểm của cuộc Tranh cãi việc bổ nhiệm giáo sĩ. Trong thế kỷ 11 và 12 Hoàng đế La Mã Thần thánh và Giáo hoàng tranh cãi về mối quan hệ giữa quyền lực thế tục và tâm linh, và vai trò của các nhà thờ đế quốc. Chủ yếu nó bao gồm các vấn đề về quyền phong chức, bổ nhiệm các giám mục và Tu viện trưởng trong các cơ quan nhà thờ. Những người nắm giữ các chức vụ này đồng thời thường có các chức năng cao nhất trong bộ máy nhà nước của Đế quốc.

### Vạ tuyệt thông đối với Heinrich IV
Giáo hoàng Grêgôriô VII vào năm 1073 được dân chúng bầu lên, chứ không theo nghị định bầu cử giáo hoàng vào năm 1059, mà quy định giáo hoàng được bầu lên từ các hồng y. Hai năm sau việc Tranh cãi việc bổ nhiệm giáo sĩ đã lên đến cao điểm, phe đối lập chống lại Grêgôriô VII thậm chí vào ngày Giáng sinh năm 1075 đã tấn công không thành công vào giáo hoàng. Một thời gian ngắn trước đó Grêgôriô đã gửi một bức thư cảnh báo với lời lẽ mạnh bạo về "vấn đề Milan" cho Heinrich vào ngày 08 Tháng 12 1075. Ông ta trả lời trong tình hình chính trị thuận lợi vào ngày 24 tháng 1 năm 1076 tại hội đồng tôn giáo đế quốc ở Worms với một tuyên bố từ chối vâng lời của các giám mục Đức. Ông cũng đòi hỏi Giáo hoàng, người mà ông cố tình đề cập với tên rửa tội của ông là Hildebrand, hãy thoái vị.
Tại hội đồng tôn giáo Mùa Chay La Mã bức thư của vua Đức đã được đọc gây phẫn nộ với những người có mặt, và Grêgôriô VII phản ứng bằng cách rút phép thông công Heinrich. Điều này có nghĩa là một sự bất lực về tinh thần và chính trị cho nhà vua. Về mặt tinh thần, Heinrich bị từ chối được thi hành các bí tích như hôn nhân, xưng tội hoặc Tiệc Thánh. Tuy nhiên, các giáo sĩ cao cấp, các giám mục và Tu viện trưởng theo Heinrich đã không công nhận điều này vì họ đa số không chấp nhận giáo hoàng là giám mục tối cao. Đồng thời Grêgôriô VII tháo gỡ tất cả thề nguyền trung thành, kết nối thần dân Heinrich với nhà vua, vì vậy Heinrich đã bị lật đổ như là vua. Qua vạ tuyệt thông, Heinrich không mất ngay lập tức quyền lực, nhưng bị tước đoạt từng chút một như là kết quả của tình trạng bất ổn trong nước.

### Hội nghị các công tước ở Trebur
Nhờ đặc thù liên bang của Đế quốc Đức giới quý tộc thế tục đã phát triển vị trí quyền lực đối với Heinrich IV vượt xa ra khỏi quyền mượn đất của mình. Một suy yếu nào của Heinrich IV theo quan điểm của họ là sự tiếp tục yếu đi của quyền lực trung ương và gia tăng quyền lợi địa phương của họ. Trong ý nghĩa này, những tranh cãi về việc bổ nhiệm cũng là một mốc quan trọng trong cuộc đấu tranh trong nhiều thế kỷ dài giữa trung ương và các "lực lượng ly tâm", tức là giới quý tộc, những người đã làm việc liên tục để các thái ấp được nhà vua cho mượn tạo ra các công quốc trở thành vĩnh viễn rũ bỏ quyền bá chủ của nhà vua.
Giới quý tộc xây dựng theo thời gian, lãnh thổ mà nó thực sự chỉ được cho mượn giới hạn như một cơ sở tài chính cho chức vụ của họ, bằng cách cài đặt bộ máy quản lý quan liêu của chính mình với các bộ trưởng, thành vùng lãnh thổ triều đại và lấy mất lãnh thổ cùng với chức tước của người cho mượn, là nhà vua. Điều này có nghĩa là nhà vua mất đi quyền lực trong việc phân bổ các cơ quan nhà nước cao nhất và sự mất mát các nguồn lực tài chính và sự trung thành về mặt an ninh quân sự từ các khu vực này.
Cuộc tranh cãi việc bổ nhiệm giữa nhà vua và Giáo hoàng cho cái gọi là hệ thống Giáo hội Đế quốc ở Đức tạo cho họ cơ hội để thăng tiến rất xa về lợi ích của họ mà chỉ cần một cú đánh. Hệ thống Giáo hội Đế quốc có nghĩa là những người có học thức, sống độc thân chứ không phải giới quý tộc sẽ được bổ nhiệm vào các chức vụ nhà nước và nhà thờ cao cấp cũng như các thái ấp nhà thờ tài trợ họ.
Mặc dù vậy các công tước tại hội nghị Đế quốc ở Trebur trong tháng 10 năm 1076 đã cho vua Heinrich một thời hạn theo thường lệ vào lúc đó là một năm và một ngày để rút khỏi vạ tuyệt thông của Giáo hoàng. Cho đến ngày 02 tháng 2 năm 1077 Heinrich nên tự giải phóng mình khỏi lệnh rút phép thông công và chấp nhận sự phán xét của Giáo hoàng tại Augsburg.

## Xám hối tại lâu đài Canossa
Để lấy lại đầy đủ quyền lực của mình, Heinrich khi đó 26 tuổi đã sang Ý để tìm gặp giáo hoàng. Các công tước miền nam đã ngăn chặn không cho ông ta đi qua những cửa ngãi Alpen đơn giản mà họ kiểm soát, bắt buộc Heinrich phải đi đường vòng dài và nguy hiểm băng qua Burgundy và Mont Cenis. (Việc này được Lambert của Hersfeld, một người viết sử theo Giáo hoàng, mô tả trong biên ký năm 1077). Heinrich và Gregor cuối cùng đã gặp nhau tại lâu đài Canossa của Matilda của Tuscany. Lambert của Hersfeld mô tả hành động của sự ăn năn của nhà vua như sau:
| “ | " Ông đứng ở đây sau khi rỡ bỏ trang phục vua chúa, không còn huy hiệu của phẩm chức hoàng gia, không một chút phô trương, chân trần và bụng đói, từ sáng đến tối [...]. Ông tiếp tục đứng đó vào ngày thứ hai, rồi ngày thứ ba. Cuối cùng vào ngày thứ tư, ông đã được cho vào gặp Gregor, và sau nhiều phát biểu và đối đáp, ông cuối cùng [...] được rút lại vạ tuyệt thông. " | ” |

Sự chịu đựng nhiều ngày trong áo sơ mi xám hối ở phía trước lâu đài (25 đến 28 tháng 1 năm 1077), để lay động Giáo hoàng bãi bỏ vạ tuyệt thông, chỉ mô tả hình thức một hành động sám hối theo quan điểm trung cổ. Sự mô tả chi tiết rất mạnh mẽ và đầy hình tượng trong nguồn duy nhất từ Lambert của Hersfeld được đánh giá bởi các nghiên cứu gần đây là có thành kiến và tuyên truyền, vì Lampert là một người theo Giáo hoàng và thuộc phe đối lập giới quý tộc.
Heinrich IV qua việc dỡ bỏ lệnh rút phép thông công đã lấy lại được quyền lực, như vậy, cuối cùng đã đạt được mục tiêu của mình.

## Ảnh hưởng chuyến đi
Các tác dụng trực tiếp của cuộc gặp gỡ Canossa chỉ hạn chế. Mặc dù Heinrich được chấp nhận trở về với Giáo hội, bất cứ kỳ vọng rằng Giáo hoàng sẽ khôi phục hỗ trợ cho quyền của Heinrich được lên ngôi hoàng đế sớm tiêu tan; Tháng Ba, một nhóm nhỏ những người có nhiều quyền lực ở Sachsen và Nam Đức, bao gồm các tổng giám mục của Salzburg, Mainz và Magdeburg và một số giám mục, đã gặp nhau tại Forchheim, trên giả định rằng Henry đã mất quyền thế đế quốc mà không thể hồi phục lại được, bác bỏ yêu sách triều đại Salier được truyền vương miện hoàng đế qua việc thừa kế, và theo Bruno của Merseburg, hiện diện trong nhóm giám mục, tuyên bố rằng "con trai của một vị vua, ngay cả khi anh ấy có thể xứng đáng hơn những người khác, nên trở thành vua qua một cuộc bầu cử tự phát." Giáo hoàng đã công nhận thỏa thuận này. Việc phế truất nhà vua của ông vẫn còn hiệu lực, Heinrich đã buộc phải tham dự vào cuộc nội chiến với công tước Rudolf của Schwaben. Grêgôriô lại ban vạ tuyệt thông lần thứ hai đối với Heinrich, mà sau cùng đã thắng cuộc nội chiến, rồi xâm chiếm Roma, và buộc Grêgôriô phải bỏ trốn, thay thế ông ta với giáo hoàng đối lập Clêmentê III.